# Đảo Ujong

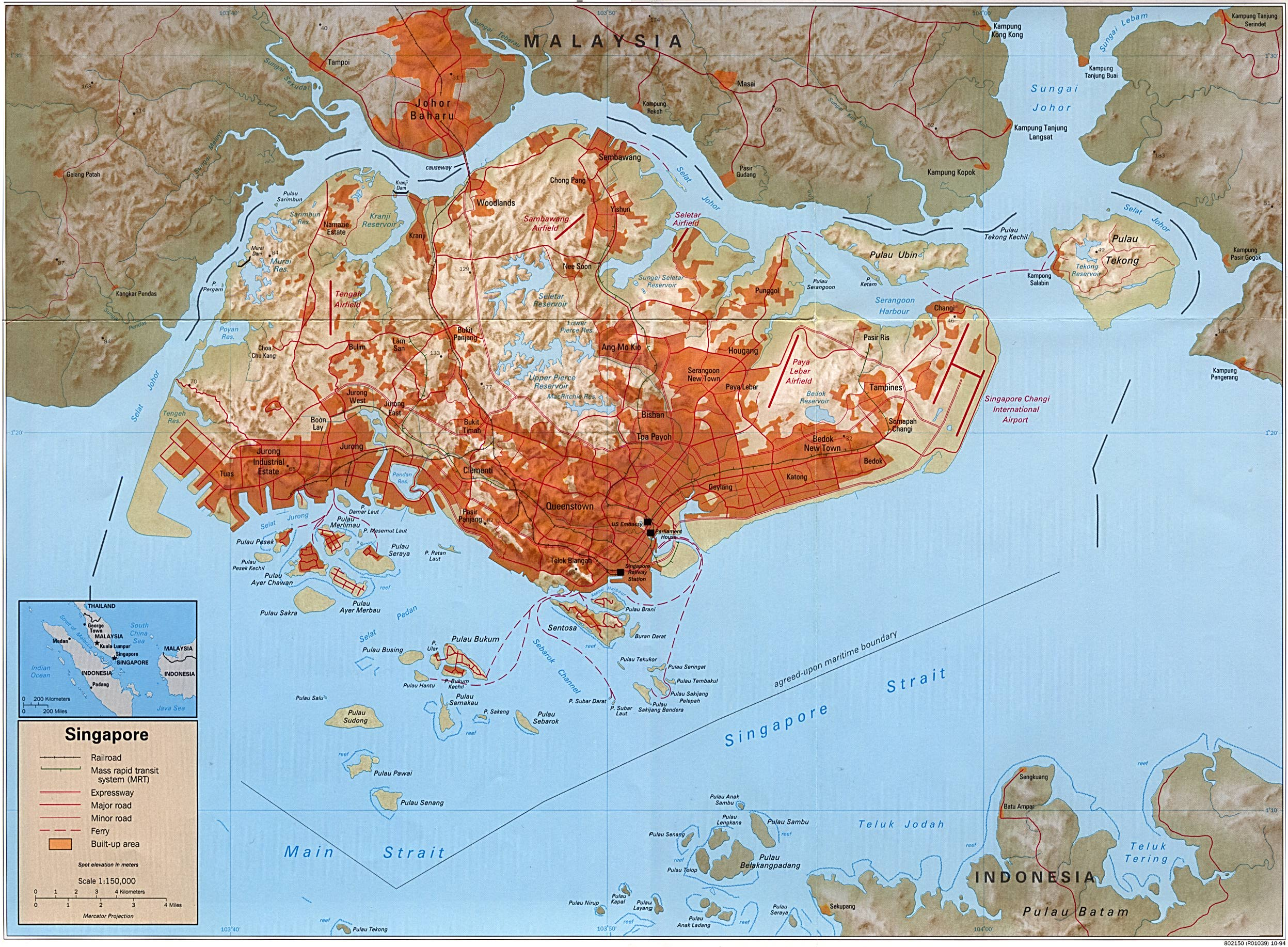
Pulau Ujong, còn được gọi là đảo Singapore.

Pulau Ujong (tiếng Mã Lai:đảo tận cùng của bán đảo) hay đảo Singapore là hòn đảo chính của quốc đảo Singapore. Với dân số khoảng 5.076.700 người và diện tích 710 km², Pulau Ujong là đảo đông dân nhất thứ 21 thế giới, đồng thời là đảo có mật độ dân số cao thứ 29 trên thế giới. Điểm cao nhất của đảo là ở Bukit Timah với độ cao đạt 165 mét.